# Петровка (Новобугский район)
Петровка (укр. Петрівка) — село в Новобугском районе Николаевской области Украины.
Население по переписи 2001 года составляло 296 человек, по данным 2019 года составляло ↘232 человека. Почтовый индекс — 55600. Телефонный код — 5151. Занимает площадь 0,67 км².

## Местный совет
55600, Николаевская обл., Новобугский р-н, г. Новый Буг, ул. Ленина, 42